# Ma langue au chat
Pour plus de détails, voir Fiche technique et Distribution.
Ma langue au chat est une comédie française réalisée par Cécile Telerman, sortie en 2023.

## Synopsis
Le chat de Laure disparaît pendant une fête d'anniversaire. Ce qui permet aux convives de régler leurs comptes le lendemain. Pendant ce temps, Laure enquête.

## Fiche technique
Sauf indication contraire, les informations mentionnées dans cette section peuvent être confirmées par les bases de données cinématographiques IMDb et Allociné,  présentes dans la section « Liens externes ».
- Titre original : Ma langue au chat
- Réalisation : Cécile Telerman
- Scénario : Cécile Telerman et Xavier Daugreilh
- Musique : Christophe Julien
- Décors : André Fonsny
- Costumes : Caroline Spieth
- Photographie : Antoine Monod
- Montage : Élise Fievet
- Son : Olivier Le Vacon
- Production : Jean-Baptiste Dupont et Maya Hariri
- Sociétés de production : Franklin Films, France 2 Cinéma, Orange Studio et Auvergne-Rhône-Alpes
- Société de distribution : Zinc Film (France)
- Pays de production :  France
- Langue originale : français
- Format : couleur — 2,35:1
- Genre : comédie
- Durée : 103 minutes
- Budget : 3 830 000 €
- Dates de sortie :
  - France : 26 avril 2023

## Distribution
Sauf indication contraire ou complémentaire, les informations mentionnées dans cette section proviennent du générique de fin de l'œuvre audiovisuelle présentée ici.
- Zabou Breitman : Laure
- Pascal Elbé : Daniel
- Samuel Le Bihan : Yvan
- Mélanie Bernier : Magali
- Pascal Demolon : Arnaud
- Camille Lellouche : Pauline
- Mathias Mlekuz : Martin, le frère de Laure
- Marie-Josée Croze : Ariane
- Florence Müller : Chantal
- Olivier Broche : André
- Laurent Ziserman : le médecin
- Ben Homewood  : le voisin anglais
- Max : Max ou Maxou, le chat